# Lista navelor spațiale fără echipaj după program
Mai jos o listă incompletă a tuturor navelor spațiale fără echipaj uman clasificate în funcție de program.
| Program                                    | Navă spațială |
| ------------------------------------------ | --- |
| Seria Astro                                | Astro-A - Astro-B - Astro-C - Astro-D - Astro-EII - Astro-F - Astro-G - Astro-H |
| A-Train                                    | OCO-2 - Shizuku - Aqua - CloudSat - CALIPSO - Aura |
| Programul Buran                            | BOR-5 - Buran - OK-GLI |
| Programul chinez de explorare lunară       | Chang'e 1 - Chang'e 2 - Chang'e 3 |
| Seria Chandrayaan                          | Chandrayaan-1 - Chandrayaan-2 |
| Programul Canyon                           | Canyon 1 - Canyon 2 - Canyon 3 - Canyon 4 - Canyon 5 - Canyon 6 - Canyon 7 |
| Programul Copernicus                       | Sentinel-1 - Sentinel-2 - Sentinel-3 - Sentinel-4 - Sentinel-5 Precursor - Sentinel-5 - Sentinel-6 |
| Cosmic Vision                              | CHEOPS - Solar Orbiter - Euclid - PLATO - Jupiter Icy Moon Explorer - Advanced Telescope for High Energy Astrophysics |
| Discoverer (Corona)                        | Corona (satellite) |
| Programul Discovery                        | MESSENGER - Mars Pathfinder - Lunar Prospector - Deep Impact - EPOXI - Stardust - NExT - Genesis - MMM |
| Misiunile Sistemului Pământ-Soare ale NASA | Jason 1 - TIMED (Thermosphere Ionosphere Mesosphere Energetics and Dynamics) - TOPEX/Poseidon - Upper Atmosphere Research Satellite |
| Earth Observing System (EOS)               | ACRIMSAT |
| Programul Explorer                         | Explorer 1 – Explorer 2 – Explorer 3 – Explorer 4 – Explorer 5 – Explorer 6 – Explorer 7 – Explorer 8 – Explorer 9 – Explorer 10 – Explorer 11 – Explorer 12 – Explorer 13 – Explorer 14 – Explorer 15 – Explorer 16 – Explorer 17 – Explorer 18 – Explorer 19 – Explorer 20 – Explorer 21 – Explorer 22 – Explorer 23 – Explorer 24 – Explorer 25 – Explorer 26 – Explorer 27 – Explorer 28 – Explorer 29 – Explorer 30 – Explorer 31 – Explorer 32 – Explorer 33 – Explorer 34 – Explorer 35 – Explorer 36 – Explorer 37 – Explorer 38 – Explorer 39 – Explorer 40 – Explorer 41 – Explorer 42 – Explorer 43 – Explorer 44 – Explorer 45 – Explorer 46 – Explorer 47 – Explorer 48 – Explorer 49 – Explorer 50 – Explorer 51 – Explorer 52 – Explorer 53 – Explorer 54 – Explorer 55 – Explorer 56 – Explorer 57 – Explorer 58 – Explorer 59 – Explorer 60 – Explorer 61 – Explorer 62 – Explorer 63 – Explorer 64 – Explorer 65 – Explorer 66 – Explorer 67 – Explorer 68 – Explorer 69 – Explorer 70 – Explorer 71 – Explorer 72 – Explorer 73 – Explorer 74 – Explorer 75 – Explorer 76 – Explorer 77 – Explorer 78 – Explorer 79 – Explorer 80 – Explorer 81 – Explorer 82 – Explorer 83 – Explorer 84 – Explorer 85 – Explorer 86 – Explorer 87 – Explorer 88 –Explorer 89 – Explorer 90 – Explorer 91 – Explorer 92 – |
| Small Explorer program (SMEX)              | IBEX - RHESSI - GALEX - AIM - NuSTAR - TRACE - SAMPEX - SWAS - FAST |
| ExoMars                                    | ExoMars Trace Gas Orbiter - Schiaparelli EDM lander - Rosalind Franklin rover - ExoMars 2020 surface platform |
| EXOS series                                | EXOS-A - EXOS-B - EXOS-C - EXOS-D |
| Programul Flagship                         | Mars Science Laboratory - Cassini-Huygens - Galileo - Outer Planet Flagship Mission |
| Foton program                              | Foton-1 - Foton-2 - Foton-3 - Foton-4 - Foton-5 - Foton-6 - Foton-7 - Foton-8 - Foton-9 - Foton-10 - Foton-11 - Foton-11 |
| Foton-M program                            | Foton-M1 - Foton-M2 Foton-M3 Foton-M4 |
| Programul Gravity                          | Gravity Probe A - Gravity Probe B |
| Programul GRAB                             | GRAB-1 - GRAB-2 |
| Marile Observatoare ale NASA               | Chandra X-ray Observatory - Compton Gamma-Ray Observatory - Hubble Space Telescope - Spitzer Space Telescope |
| Programul Helios                           | Helios 1 – Helios 2 |
| Programul ISIS                             | Alouette 2 - ISIS 1 - ISIS 2 |
| Programul LAGEOS                           | LAGEOS-1 - LAGEOS-2 |
| Programul Landsat                          | Landsat 1 - Landsat 2 - Landsat 3 - Landsat 4 - Landsat 5 - Landsat 6 - Landsat 7 - Landsat 8 |
| Programul Living Planet                    | Gravity Field and Steady-State Ocean Circulation Explorer - Soil Moisture and Ocean Salinity - CryoSat - Swarm - ADM-Aeolus - EarthCARE - BIOMASS |
| Programul Luna                             | Luna 1 – Luna 2 – Luna 3 – Luna 4 – Luna 5 – Luna 6 – Luna 7 – Luna 8 – Luna 9 – Luna 10 – Luna 11 – Luna 12 – Luna 13 – Luna 14 – Luna 15 – Luna 16 – Luna 17 – Luna 18 – Luna 19 – Luna 20 – Luna 21 – Luna 22 – Luna 23 – Luna 24 |
| Lunar Orbiter program                      | Lunar Orbiter 1 – Lunar Orbiter 2 – Lunar Orbiter 3 – Lunar Orbiter 4 – Lunar Orbiter 5 |
| Programul Lunokhod                         | Lunokhod 1 – Lunokhod 2 |
| Programul Mariner                          | Mariner 1 – Mariner 2 – Mariner 3 – Mariner 4 – Mariner 5 – Mariner 6 – Mariner 7 – Mariner 8 – Mariner 9 – Mariner 10 |
| Mars probe program                         | Mars 1 – Mars 1960A – Mars 1960B – Mars 2 – Mars 3 – Mars 4 – Mars 5 – Mars 6 – Mars 7 – Mars 96 |
| Programul MiDAS                            | MiDAS 1 – MiDAS 2 – MiDAS 3 – MiDAS 4 – MiDAS 5 – MiDAS 6 – MiDAS 7 – MiDAS 8 – MiDAS 9 – MiDAS 10 – MiDAS 11 – MiDAS 12 – Discoverer 19 – Discoverer 21 |
| JAXA                                       | LUNAR-A — Hiten — Nozomi — Hayabusa — Kaguya — Yohkoh — Akatsuki — IKAROS — Hayabusa2 |
| Misiuni pe Marte                           | Mars Climate Orbiter — MER-A — MER-B — Mars Express — Mars Global Surveyor — Mars Odyssey — Mars Pathfinder — Mars Polar Lander — Mars Reconnaissance Orbiter — Mars Science Laboratory — Mars Telecommunications Orbiter |
| Mars Scout Program                         | Phoenix - MAVEN |
| MUSES series                               | MUSES-A - MUSES-B - MUSES-C |
| Programul Nimbus                           | Nimbus 1 - Nimbus 2 - Nimbus 3 - Nimbus 4 - Nimbus 5 - Nimbus 6 - Nimbus 7 |
| New Frontiers program                      | New Horizons - Juno - OSIRIS-REx |
| New Millennium Program                     | Deep Space 1 - Deep Space 2 - Earth Observing-1 - Space Technology 5 |
| Programul Phobos                           | Phobos 1 – Phobos 2 |
| Programul Pioneer                          | Pioneer 0 – Pioneer 1 – Pioneer 3 – Pioneer 4 – Pioneer 5 - Pioneer 6 - Pioneer 7 - Pioneer 8 - Pioneer 9 - Pioneer 10 - Pioneer 11 |
| Programul Planetary Observer               | Mars Observer |
| Proiectul PLANET                           | MS-T5 - PLANET-A - PLANET-B - PLANET-C - PLANET-X |
| Programul Poppy                            | Poppy-1 - Poppy-2 - Poppy-3 - Poppy-4 - Poppy-5 - Poppy-6 - Poppy-7 |
| RADARSAT                                   | RADARSAT-1 - RADARSAT-2 |
| Programul Ranger                           | Ranger 1 – Ranger 2 – Ranger 3 – Ranger 4 – Ranger 5 – Ranger 6 – Ranger 7 – Ranger 8 – Ranger 9 |
| Programul Rhyolite/Aquacade                | Rhyolite 1 – Rhyolite 2 – Aquacade 3 – Aquacade 4 |
| Solar series                               | Solar-A - Solar-B - Solar-C - Solar-D |
| Observatoare spațiale                      | COBE - Hipparcos - Infrared Space Observatory - International Ultraviolet Explorer - IRAS - SOHO - Uhuru - XMM-Newton – James Webb Space Telescope - Solar Dynamics Observatory - Hubble Space Telescope |
| Programul Sputnik                          | Sputnik 1 – Sputnik 2 - Sputnik 3 - Sputnik 4 - Sputnik 5 |
| Programul Surveyor                         | Surveyor 1 – Surveyor 2 – Surveyor 3 – Surveyor 4 – Surveyor 5 – Surveyor 6 – Surveyor 7 |
| Programul Tiros                            | Tiros 1 - Tiros 2 - Tiros 3 - Tiros 4 - Tiros 5 - Tiros 6 - Tiros 7 - Tiros 8 - Tiros 9 - Tiros 10 |
| Projectul Vanguard                         | Vanguard 1 - Vanguard 2 - Vanguard 3 |
| Programul Vega                             | Vega 1 – Vega 2 |
| Programul Venera                           | 1VA – Venera 1 – Venera 2 – Venera 3 – Venera 4 – Venera 5 – Venera 6 – Venera 7 – Venera 8 – Venera 9 – Venera 10 – Venera 11 – Venera 12 – Venera 13 – Venera 14 – Venera 15 – Venera 16 |
| Programul Viking                           | Viking 1 – Viking 2 |
| Programul Vortex/Chalet                    | Chalet-1 - Chalet-2 - Chalet-3 - Vortex-4 - Vortex-5 - Vortex-6 |
| Programul Voyager                          | Voyager 1 – Voyager 2 |
| Programul Zond                             | Zond 1 – Zond 2 – Zond 3 – Zond 4 – Zond 5 – Zond 6 – Zond 7 – Zond 8 |
| Diverse                                    | Alouette 1 — DART — Magellan — METEOR — SMART-1 — Ulysses |